# Vádalku
A vádalku a büntetőeljárás során  az ügyész és a vádlott közti megállapodás az eset kezelésére. A megállapodás a vádlott részéről általában a bűnösség beismerésére, de legalábbis a tagadással való felhagyásra vonatkozik. Része lehet az is, hogy hajlandó tanúskodni másvalaki ellen. Az ügyész ezért könnyít a vádlott helyzetén. Ennek módja legtöbbször az, hogy a vádat enyhébb bűncselekményekre csökkenti, vagy egyes vádpontokat elhagy. A vádalku gyakorlati alkalmazása során a leggyakrabban végrehajtandó börtönbüntetés elkerülésére, annak felfüggesztésére vagy pénzbüntetésre változtatására alkalmazzák.
A vádalku következtében  – különösen az Amerikai Egyesült Államokban – az összes büntetőügy jóval kisebb hányada kerül bíróság elé, mint a kontinentális jogrendszerekben. Ha ugyanis az eljárás előkészítő szakaszának  végéig beszerzik a vádlott beismerő vallomását, úgy a bírósági tárgyalást
nem tűzik ki.

## Magyarországon
Az 1998. évi büntetőeljárási törvény   egyfajta egyszerűsített eljárást tett lehetővé a terhelt beismerése esetén. Ezt a tárgyalásról lemondásnak nevezték. Amennyiben a vádemelést megelőzően a terhelt  a bűnösségére is kiterjedő beismerő vallomást tett és egyúttal lemondott a tárgyaláshoz való jogáról, akkor a bíróság nyilvános ülésen megállapította a vádirattal egyező tényállást és a vádirattal egyező minősítést, és ennek megfelelő büntetést szabott ki.  Mindebből következik, hogy az adott  eljárásban  nem került sor bizonyítás lefolytatására,  a bíró pedig enyhébb büntetést szabott ki  a beismerés alapján. Ezt az eljárást a terheltnek kellett kezdeményeznie.
A nyomozás megszüntetése az együttműködő gyanúsítottal és a fedett nyomozóval szemben
Be. 192. § (1) A bűncselekmény elkövetésének megalapozott gyanúja esetében az ügyész, illetőleg a nyomozó hatóság az ügyész engedélyével a nyomozást megszüntetheti, ha a bűncselekmény elkövetésével megalapozottan gyanúsítható személy az ügy, illetőleg más büntető ügy bizonyításához hozzájárulva olyan mértékben együttműködik, hogy az együttműködéshez fűződő nemzetbiztonsági vagy bűnüldözési érdek jelentősebb, mint az, amely az állam büntetőjogi igényének érvényesítéséhez fűződik.

## Vádalku az angolszász jogrendben

### USA
A vádalku a büntetőjog fontos része, jelenleg már a büntetőügyek többségét bírósági tárgyalás helyett már vádalkuval rendezik.
A vádalkukat a bíróságnak is kell fogadnia, ebben az egyes államoknak más-más szabályaik vannak. Szövetségi ügyekben a Szövetségi Ítélkezési Irányelvek a mérvadók.

### India
A vádalkut 2005-ben vezették be az indiai büntetőjogba. Nem alkalmazható vádalku,
- ha a bűncselekményért 7 év, vagy hosszabb börtönbüntetés is járhat,
- az állami vagyon és a társadalom elleni bűntetteknél,
- nők vagy 14 év alatti gyermekek sérelmére elkövetett bűncselekmények esetében.

### Pakisztán
A vádalkut 1999-ben, egy korrupcióellenes törvény keretében vezették be. A vádalku egyedi jellegzetessége, hogy a vádlottnak minden, korrupció útján szerzett javát vissza kell szolgáltatnia. Ha a bíróság el is fogadja a vádalkut, attól a vádlott még elítélt marad, de az ítéletet nem hajtják végre. Választáson nem vehet részt, nem foglalhat el közhivatalt, nem vehet fel bankhitelt, és ha közalkalmazott, elbocsátják.

### Egyéb angolszász jogrendek
Máshol, például Angliában vagy Ausztráliában, a vádalku csak abban a formában lehetséges, hogy a vádlott beismer bizonyos vádpontokat, cserébe pedig az ügyész visszavonja a többit. Ehhez előbb a bíróságok világossá teszik, hogy szerintük mekkora büntetés lenne a legmegfelelőbb. A vádalku csak a vád enyhítésére vonatkozhat, a büntetés mértékét továbbra is a bíróság szabja meg és nem képezheti a vádalku tárgyát.

## Vádalku nem angolszász jogrendekben
Ezekben a jogrendekben a vádalku általában igen nehézkes. Ez azért van, mert ezekben a jogrendekben a beismerő vallomást nem fogadják el automatikusan, csak a rendelkezésre álló bizonyítékok egyikeként (bár általában elég erős bizonyítéknak számít). A vádnak nem feladata továbbá a teljes igazság kiderítése. Elvileg a bíróság még akkor is dönthet úgy, hogy a vádlott ártatlan, ha az mindent beismert. Továbbá az ügyésznek nincs vagy csak nagyon szűk lehetőségei vannak a vádpontok csökkentésére vagy elvetésére a vádemelés után, és néhány országban még a vádemelés előtt is erősen korlátozottak, ami lehetetlenné teszi a vádalkut. Továbbá a legtöbb jogász undorodik is a vádalkutól, mert az igazságot alkuvá degradálja.

### Franciaország
A korlátozott formátumú vádalku bevezetése Franciaországban rendkívül ellentmondásosnak bizonyult. A francia jogrendszerben a közvádló a relatív enyhe bűntettek elkövetőinek egy legfeljebb egyéves letöltendő szabadságvesztést ajánlhat fel, amit ha a vádlott elfogad, akkor azt a bíróság is köteles tudomásul venni. Az ellenzők, leginkább ügyvédek és szélsőbaloldali pártok állítása szerint a vádalku súlyosan sérti a vádlott jogait, az ártatlanság vélelmének alkotmányos jogát, a rendőrség által fogvatartottak jogait, és az igazságos bíráskodáshoz való jogot.
Például Robert Badinter érvelése szerint a vádalku túl sok hatalmat ad az ügyész kezébe, és arra motiválja a vádlottakat, hogy a nagyobb büntetés elkerülése érdekében ártatlanként is elismerjenek olyan bűncselekményt, amit nem követtek el. A büntetőjogi esetek csak igen kis részét kezelik vádalkuval, 2005-ben az 530 000 büntetőjogi ítéletből csak 21 000 volt vádalku eredménye.

### Észtország
A vádalkut Észtországban a 90-es évek során vezették be, elsősorban az igazságügy tehermentesítése céljából. Az ország törvényei legfeljebb 4 év börtönnel büntethető törvények esetében teszik lehetővé a vádalku alkalmazását. Általában a büntetés negyedét engedik el.

### Olaszország
Olaszországban a pentito (lényegében „bűnbánó maffiózó”) intézményét először antiterrorista céllal vezették be, és első ismertebb alkalmazása a maffia elleni Maxi-per volt 1986-87-ben. Itt az enyhítés a maffia felszámolásához vezető információkért jár. A művelet erősen vitatott, mivel egyes esetekben a vádlottak úgy érték el a büntetésük csökkentését, hogy egyúttal hamis információkkal félrevezették az olasz igazságügyet.

## Külső hivatkozások
- Érvénybe lép a vádalku Archiválva 2012. november 3-i dátummal a Wayback Machine-ben-Hindu törvénykezés: Egy új fejezet - XXI A fejezet - a `vádalku' a büntető eljárás jogba került (1973)
- * batki.info